# Хейз, Джонатан
Джо́натан Хейз (англ. Jonathan Haze; 1 апреля 1929, Питтсбург, Пенсильвания — 2 ноября 2024[…]) — американский актёр кино и телевидения, изредка выступал как сценарист, продюсер и в других кинематографических ипостасях. Снимался преимущественно в фильмах ужасов режиссёра Роджера Кормана.

## Биография
Джонатан Хейз родился 1 апреля 1929 года в городе Питтсбург (штат Пенсильвания, США).
В 1953 году был обнаружен «охотником за талантами» в то время как работал заправщиком на АЗС. Начал сниматься в кино, и за шесть лет (1954—1960) появился в 23 фильмах и 8 эпизодах 8 сериалов. Затем в кинокарьере Хейза наступил перерыв, и хоть он и продолжил сниматься в дальнейшем, но с длительными перерывами, во второстепенных ролях и в малоизвестных фильмах. Также периодически пробовал себя как сценарист, продюсер, ассистент режиссёра, но особого успеха нигде не добился.
Хейз умер у себя дома в Лос-Анджелесе 2 ноября 2024 года в возрасте 95 лет.

## Избранные работы

### Актёр
- 1954 — Монстр со дна океана[англ.] / Monster from the Ocean Floor — Джо
- 1954 — Форсаж[англ.] / The Fast and the Furious — спаситель Конни Эдэйр (в титрах не указан)
- 1955 — К востоку от рая / East of Eden — сын Пискоры (в титрах не указан)
- 1955 — Пять ружей Запада / Five Guns West — Уильям Парселл «Билл» Кэнди
- 1955 — Женщина из племени апачей / Apache Woman — Том Чендлер
- 1955 — День, когда Земле пришёл конец / Day the World Ended — заражённый радиацией
- 1956 — Болотные женщины[англ.] / Swamp Women  — Чарли, карманник
- 1956 — Женщина из Оклахомы[англ.] / The Oklahoma Woman — Блэки Томпсон
- 1956 — Стрелок[англ.] / Gunslinger — Джейк Хейс
- 1956 — Оно захватило мир / It Conquered the World — рядовой Мануэль Ортис
- 1957 — Обнажённый рай[англ.] / Naked Paradise — Стоуни Гратони
- 1957 — Не с этой Земли / Not of This Earth — Джереми Перрин
- 1957 — Рок всю ночь[англ.] / Rock All Night — Джои
- 1957 — Сага о женщинах-викингах и об их путешествии к водам Великого морского змея / The Saga of the Viking Women and Their Voyage to the Waters of the Great Sea Serpent — Оттар
- 1957 — Карнавальный рок[англ.] / Carnival Rock — Макс
- 1958 — Слежка на Доуп-стрит[англ.] / Stakeout on Dope Street — Джулиан «Вес» Веспуччи
- 1958 — Молодой снежный человек[англ.] / Teenage Caveman — Кучерявый Мальчик
- 1958 — Призрак Китайского моря[англ.] / Ghost of the China Sea — Ларри Питерс
- 1959 — Запретный остров[англ.] / Forbidden Island — Джек Мотнер
- 1960 — Магазинчик ужасов / The Little Shop of Horrors — Сеймур Крелборн, помощник флориста
- 1963 — Страх / The Terror — Густаф
- 1963 — Человек с рентгеновскими глазами / X: The Man with the X-ray Eyes — Геклер (в титрах не указан)
- 1966 — Кровавая баня / Blood Bath — битник
- 1967 — Резня в день Святого Валентина / The St. Valentine's Day Massacre — бандит, переодетый в полицейского (в титрах не указан)
- 1982 — Полиция нравов / Vice Squad — щёголь
- 1998 — Крутые бобры / The Angry Beavers — Манн Серванте (озвучивание, в эпизоде The Day the World Got Really Screwed Up)

### Сценарист
- 1959 — Запретный остров[англ.] / Forbidden Island — редактор сценария (в титрах не указан)
- 1960 — Сансет-стрип, 77[англ.] / 77 Sunset Strip — сценарист эпизода Family Skeleton
- 1962 — Вторжение космических существ[англ.] / Invasion of the Star Creatures — сценарист[5]

### Продакшен-менеджер
- 1954 — Форсаж[англ.] / The Fast and the Furious
- 1955 — Тварь с миллионом глаз / The Beast with a Million Eyes
- 1956 — Женские джунгли[англ.] / Female Jungle
- 1969 — Детские штучки[англ.] / Childish Things
- 1969 — Холодным взором / Medium Cool

### Продюсер
- 1969 — Холодным взором / Medium Cool — линейный продюсер (в титрах не указан)
- 1972 — Ещё один приятный беспорядок[англ.] / Another Nice Mess — продюсер
- 1979 — Одиннадцатая жертва[англ.] / 11th Victim — ассоциативный продюсер

### Прочие работы
- 1967 — Рождённые неприкаянными / The Born Losers — ассистент режиссёра